# Драгонера
Драгонера (на испански: Isla Dragonera; на каталонски: Sa Dragonera, La Dragonera – остров на Драконите) е необитаем скалист остров близо до западното крайбрежие на остров Майорка, отделен с пролив с ширина 780 м. Остров Драгонера влиза в състава на Балеарските острови.
Площта на острова е 299 ха, а дължината на острова е 4,2 км, ширината – до 900 м. Остров Драгонера се отнася към община Андрач и влиза в състава на природозащитната зона на Балеарските острови. Обитаван е от ендемическия вид гущер Podarcis lilfordi.